# Der Sinn des Lebens (Film)
Der Sinn des Lebens ist eine Satire der britischen Komikergruppe Monty Python. Er enthält komische bis skurrile Episoden aus den verschiedenen Lebensabschnitten, die sich alle direkt oder indirekt mit dem Sinn des Lebens beschäftigen, genauer gesagt mit dem Scheitern sämtlicher Versuche, eine befriedigende Antwort auf die Frage zu finden, worin er denn bestehe.
Der Film ist in sieben Kapitel unterteilt, die sich schwerpunktmäßig um die Themen Geburt, Religion, sexuelle Aufklärung, Krieg, Organspende, Essen und Tod drehen.

## Handlung

### Prolog
Im Prolog stellt Monty-Python-Mitglied Eric Idle den Inhalt des folgenden Filmes anhand eines kurzen Gedichtes dar.

### Vorfilm
Vor dem eigentlichen Film läuft ein von Terry Gilliam geschriebener und produzierter Vorfilm, der in der ursprünglichen deutschen Synchronisation den Titel Die G.m.b.H. (Gesellschaft mit beschränkter Hoffnung) erhalten hat. Der Originaltitel ist The Crimson Permanent Assurance, der auch in den deutschen Video- und DVD-Veröffentlichungen verwendet wurde, lediglich im Sprechertext am Anfang und am Ende des Filmes wird die „Gesellschaft mit beschränkter Hoffnung“ noch erwähnt.
Dieser Vorfilm ist eine Metapher auf den scheinbar unkontrollierten Kapitalismus, in dem in Unternehmen die Angestellten wie Galeerensklaven gehalten und, wenn sie zu alt sind, einfach entlassen werden. Kurzerhand beschließen die alternden Angestellten zu meutern, hissen im Stil von Piratenfilmen verbunden mit den skurrilen Monty-Python-Animationen die „Segel“ (den Staubschutz eines am Gebäude angebrachten Baugerüstes) und reisen mit dem Gebäude los, um ein Finanzunternehmen nach dem anderen durch „gewagte Transaktionen“ zu zerstören. Jedoch hat man nicht damit gerechnet, dass die Erde eine Scheibe ist, und so stürzt die GmbH einfach ab, als der Rand erreicht ist.
Auf den Vorfilm wird mitten im Hauptfilm nochmals Bezug genommen, diesmal aus der Sicht der Finanzunternehmen.
Dieser Teil war ursprünglich als Animation geplant.

### Hauptfilm
Anfangs sieht man sechs Fische gelangweilt in einem Aquarium herumschwimmen. Das Aquarium befindet sich in einem Restaurant. Da sie sehen, wie einer ihrer früheren Kameraden (Howard) gerade serviert wird, fragen sie sich, was der „Sinn des Lebens“ ist.
Der Hauptfilm ist in sieben Kapitel sowie die deutlich kenntlich gemachte „Mitte des Films“ und das ebenso deutliche „Ende des Films“ unterteilt:

#### Teil I – Das Wunder der Geburt
Es werden zwei verschiedene Varianten der Geburt gezeigt, zum einen die Geburt im Krankenhaus. Im Mittelpunkt steht nicht, wie man vermutet, die Patientin, sondern die qualifizierte Ausführung der Ärzte.
Die Szene beginnt damit, dass die Patientin durch die Türen und Gänge geschoben wird, wobei sie regelrecht gegen die Türen gerammt wird. Die Ärzte bereiten den Kreißsaal vor. Jedoch sieht es in dem Raum recht kahl aus, so wird beschlossen, dass die Schwestern diverse medizinische Geräte hineinstellen sollen, „für den Fall, dass einer von der Verwaltung kommt.“ Darunter besonders „die Maschine mit dem Ping“, die fortwährend ein „Ping“-Geräusch macht, jedoch keine weitere erkennbare Funktion erfüllt. Die Patientin wird auf den Tisch gelegt und die Beine werden offen hingelegt und aufgestellt. In dem Moment kommt eine Horde von Menschen zur Tür hinein, es gebe ja schließlich viel zu sehen. Der Ehemann wird jedoch wieder hinausgeschickt, da nur beteiligte Personen herein dürfen.
Ein Herr von der Verwaltung kommt herein und hastig wird jeder Apparat angestellt. Der Verwalter fragt, was denn nun gemacht werde. Ihm wird der Ablauf einer Geburt grob dargestellt: „Das ist, wenn wir ein neues Baby aus dem Bauch einer Dame pulen!“ Recht unspektakulär wird das Baby herausgenommen, die Nabelschnur durchtrennt, das Neugeborene schnell mit dem groben Handtuch abgerubbelt und ganz kurz der Mutter gezeigt und weggebracht. Auf die Frage „Ein Mädchen oder ein Junge?“ erhält sie die Antwort: „Wir wollen es doch nicht so früh in eine Rolle drängen“.

#### Das Wunder der Geburt, Teil I-2: Diedritte Welt
Zum anderen wird die Geburt in einem typischen britischen Arbeiterviertel in der ersten Hälfte des 20. Jahrhunderts in Yorkshire vorgestellt. Aus dem Bauch einer Wäsche waschenden Frau (Terry Jones) fällt ein Baby heraus. Sie bittet ihre Tochter beiläufig, es aufzuheben. Der Vater betritt das Wohnzimmer voller verwahrloster Kinder und macht ihnen die Mitteilung, dass er sie alle für medizinische Versuche weggeben müsse, da er sie nicht länger ernähren könne. Als Katholik dürfe er schließlich nicht verhüten. Auch wolle er seine Hoden nicht abschneiden oder bei einem Unfall verlieren, wie seine Kinder es ihm vorschlagen. Er begründet dies mit dem Lied Every Sperm Is Sacred (dt.: Jeder Samen ist heilig), das thematisiert, dass für die katholische Kirche jedes Spermium heilig sei und darum nicht verschwendet werden dürfe.
Die Kinder sehen es ein. Traurig das Lied singend, verlassen sie in einer Reihe das Haus. Die Nachbarn gegenüber regen sich über sie auf. Da sie Protestanten sind, können sie auch Kondome benutzen. Als die Frau fragt, warum die Katholiken von gegenüber wohl so viele Kinder haben, stellt der Mann fest, dass Katholiken jedes Mal, wenn sie Geschlechtsverkehr haben, ein Baby bekämen. Die Frau meint, das sei doch genauso wie bei ihnen, da sie zwei Kinder und doch auch genau zweimal Geschlechtsverkehr gehabt hätten. Darauf verfällt der Mann in eine wilde Rede über die Offenheit und Fortschrittlichkeit des Protestantismus. Doch: „Trotz der Versuche des Protestantismus, Sex zum Vergnügen zu praktizieren, nimmt die Zahl der Kinder ständig zu.“

#### Teil II – Wachsen und Lernen
3 Szenen:
1. Die Schulkapelle („Oh Herr, Du bist so groß und mächtig, so absolut riesig und gewaltig …“)
2. Der Sexualkundeunterricht („War das etwas mit Kleider ausziehen?“; ein Lehrer gibt zusammen mit seiner Frau der Klasse ein praktisches Beispiel zum Ablauf des Geschlechtsverkehrs)
3. Das Rugbymatch (eine Kinderrugbymannschaft verliert chancenlos gegen eine Mannschaft aus jungen Erwachsenen)

#### Teil III – Gegeneinander Kämpfen
3 Szenen:
1. Die Geburtstagsfeier im Schützengraben (Erster Weltkrieg) („Dieser Kuchen ist zu gut, nicht gegessen zu werden!“; eine Gruppe englischer Soldaten überreicht ihrem Offizier mitten auf dem Schlachtfeld zahlreiche Geschenke)
2. Drill in der British Army („Marschieren, den ganzen Tag, den Kasernenhof rauf und runter!“; ein Unteroffizier befiehlt nacheinander seinen Soldaten, nicht zu exerzieren, sondern anderen Freizeitbeschäftigungen nachzugehen)
3. 1. Zulukrieg, Natal (1879) (nicht Glasgow!) („Ein Tiger in Afrika?“; eine Expedition sucht einen Tiger mit dem Bein eines Offiziers)

#### Die Mitte des Films (oder: Finde den Fisch)
Zur Mitte wird die Handlung abrupt und nicht minder skurril durch die Szene „Finde den Fisch“ unterbrochen, in der ein Mann mit verlängerten Unterarmen seinen Lieblingsfisch vermisst. Weiterhin kommen in der Szene eine „Dame“ (in Latexkorsett, mit auffälliger Brustbehaarung, wahrscheinlich eine Parodie auf The Rocky Horror Picture Show) und ein Kellner mit Elefantenkopf sowie Zwischenrufer aus dem „Publikum“ vor.

#### Teil IV – Das Mittlere Lebensalter
Eine Szene, in der ein klassisches Urlauberpaar (er mit Fotokamera um den Hals) im hoteleigenen Themenrestaurant („Hawaiianischer Kerker“) zu Abend isst. Jedoch werden auf der Karte keine Speisen, sondern Konversationsthemen angeboten, darunter auch „Philosophen und der Sinn des Lebens“. Jedoch ist das Gespräch nicht nach der beiden Geschmack und so geben sie es dem Kellner zurück. Dieser entschuldigt sich vielmals und bietet ihnen als Entschädigung ein Gespräch an, das nicht auf der Karte steht: „Lebende Organverpflanzung“.

#### Teil V – Lebende Organverpflanzung
In dieser Szene wird einem eingetragenen Organspender auf seinem Küchentisch kurzerhand mit allerlei Spengler- und Schlosserwerkzeug die Leber entfernt, da er ja einen Organspendeausweis habe. Auch das Argument, dieser gelte erst im Todesfall, hilft nichts, denn: „Es hat noch nie jemand überlebt, dem wir die Leber entfernt haben“. Mittels eines Mannes, der in einem rosa Abendanzug plötzlich dem Kühlschrank entsteigt und den Galaxy-Song zum Besten gibt, kann schließlich auch noch die Gemahlin des Opfers zur Leberspende überredet werden.
In der folgenden Zwischenszene in der Chefetage der Very Big Corporation of America wird eine Studie zum Sinn des Lebens diskutiert:
„Materie ist Energie. Im Universum gibt es sehr viele Energiefelder, die wir auf normalem Wege nicht wahrnehmen können. Einige dieser Energien haben eine spirituelle Quelle, welche auf die Seele einer Person einwirkt. Jedoch existiert diese Seele nicht ab initio, wie das orthodoxe Christentum uns lehrt, sie muss ins Sein gebracht werden durch einen Prozess kontrollierter Selbstbeobachtung. Dies jedoch wird so gut wie nie erreicht aufgrund der einzigartigen Fähigkeit des Menschen, sich durch alltägliche Trivialitäten vom Geistigen ablenken zu lassen.“
Schließlich wird die gesamte Versammlung durch den Angriff der G.m.b.H. abgelenkt, die dann von einem Wolkenkratzer erschlagen wird.

#### Teil VI – Die Herbstjahre
Vornehmes Restaurant, der Pianist (Eric Idle als Noël Coward) gibt den Penis-Song zum Besten. In diesem Restaurant steht auch das Aquarium aus der Anfangsszene. Die Fische flüchten, als sie sehen, dass der extrem adipöse Mr. Creosote im Lokal erscheint. Er bestellt die gesamten Speisen der Karte, übergibt sich mehrmals, nimmt Unmengen an Nahrung zu sich und explodiert schließlich, nachdem der Kellner ihn überredet hat, nur noch ein „hauchdünnes Minzblättchen“ zu essen. Die Gäste verlassen angewidert das Restaurant.

#### Teil VI b – Der Sinn des Lebens
Natürlich hält dieser Abschnitt nicht, was der Titel verspricht, sondern man erfährt nur, warum der französische Kellner aus der vorhergehenden Szene seinen Beruf ergriffen hat.

#### Teil VII – Der Tod
1. Arthur Jarrett ist zum Tode verurteilt worden und durfte sich seine Todesart selbst aussuchen, worauf er von einer Meute leicht bekleideter Mädchen über die Klippen gehetzt wird und direkt in das bereits darunter am Strand ausgehobene Grab stürzt, an dem bereits die Trauergemeinde versammelt ist.
2. Szene in den Highlands: In der kargen Landschaft erscheint der Sensenmann und klopft an die Tür des Landsitzes eines Geschäftsmannes, der Gäste zu Besuch hat. Es nimmt ihn jedoch niemand richtig ernst („Es ist einer der Leute aus dem Dorf“), bis er ihnen erklärt, sie alle seien an einer Fischvergiftung gestorben („die Lachsschaumspeise!“, gesprochen von Michael Chevalier). Daraufhin erheben sich die Geister der soeben Verstorbenen und fahren mit ihren Autos, dem Sensenmann folgend, in den Himmel.
3. In der folgenden Szene, die eine Hommage an Das Restaurant am Ende des Universums ist, sind alle im Film Verstorbenen im Himmel zu einer großen Weihnachtsgala (im Himmel ist jeden Tag Weihnachten) im Stile einer Las-Vegas-Show versammelt. Tony Bennett (Graham Chapman) als Showmaster singt It’s Christmas in Heaven, spärlichst bekleidete Engel tanzen als Showgirls. Noch bevor das Lied beendet ist, endet die Szene damit, dass das Fernsehgerät, in dem sie offensichtlich lief, ausgeschaltet wird.

#### Das Ende des Films
Von einer Fernsehsprecherin (Michael Palin) wird der Sinn des Lebens verlesen: „Seien Sie nett zu Ihren Nachbarn, vermeiden Sie fettes Essen, lesen Sie ein paar gute Bücher, machen Sie Spaziergänge und versuchen Sie, in Frieden und Harmonie mit Menschen jeden Glaubens und jeder Nation zu leben.“

#### Geschnittene Szenen
Auf der DVD-Veröffentlichung des Films finden sich auch einige in der Veröffentlichungsfassung des Films nicht enthaltene Szenen, darunter eine längere Vorgeschichte des Ehepaars aus Teil IV, die einige Zeit auf dem Hotelzimmer verbringen. Der Zuschauer erfährt hier, dass sie sich in genau dem Hotel befinden, in dem am Ende auch die Weihnachtsgala im Himmel stattfindet. Eine weitere Szene sind die „Adventures of Martin Luther“, in der Luther als sexgieriger Mönch auf der Flucht ist, weil er ständig Frauen belästigt. Er überredet einen Bekannten, sich in seinem Haus verstecken zu dürfen, und belästigt dann dort dessen Frau und Tochter, ständig unter dem Vorwand, keinen Sex, sondern nur ihre „Löffel sehen“ zu wollen.

#### Synchronisation
| Darsteller     | Synchronsprecher Kino | Synchronsprecher DVD |
| -------------- | --------------------- | -------------------- |
| Graham Chapman | Norbert Langer        | Norbert Langer       |
| John Cleese    | Thomas Danneberg      | Thomas Danneberg     |
| Terry Gilliam  | Andreas Mannkopff     | Reinhard Kuhnert     |
| Eric Idle      | Arne Elsholtz         | Arne Elsholtz        |
| Terry Jones    | Ulrich Gressieker     | Lutz Mackensy        |
| Michael Palin  | Michael Nowka         | Michael Nowka        |

Der Film wurde für die DVD 2003 noch einmal neu synchronisiert.

## Kritik
„Wer in faustischer Besessenheit eine einzige befriedigende Antwort auf die eine Frage finden will, der muss am Ende scheitern. Im Endeffekt sind wir alle nur Fische in einem engen Tank, aus dem wir die Welt betrachten. Durch den glasigen Schleier können wir nicht wirklich erkennen, was da vor sich geht. Alles was wir wissen ist, dass es einen Sinn geben muss. Das Leben wird doch wohl nicht umsonst gewesen sein, oder?“

„Die satirische Nummernrevue versucht den Sinn des Lebens von der Wiege bis zur Bahre, in allen Lebenslagen und in allen Gesellschaftsschichten aufzuspüren. Die Komik reicht von sanfter Ironie bis zu vulgärem Klamauk und nimmt in teils intelligenter, teils infantiler Form mit Vorliebe heilige Kühe ins Visier – Obrigkeit und Ärzteschaft, Kirche und abendländische Philosophie –, artet dabei aber stellenweise in Tabuverletzung und Zerstörungswut aus. Handwerklich professionell und visuell einfallsreich.“

„Nun also haben die Londoner Blasphemiker über den ‚Sinn des Lebens‘ nachgedacht, der für die Tollhaus-Truppe natürlich im nackten Wahnsinn liegt – in einer Sketch-Revue, die sich wieder einmal schwer an den Regeln des guten Geschmacks versündigt. Freilich leidet die erheiternde Wirkung dieses tiefenphilosophischen Werks bisweilen an der pythonesquen Brachial-Komik, die ihre Pointen auf dem Schlachtfeld der Klamotte erschlägt.“

„Ein ebenso skurriler wie unterhaltender Film. Zwar ist der Film etwas aufmüpfig, aber dies sollte man nicht zu ernst nehmen. Also: ‚Always look on the bright side of life!‘.“

„Ein Spaß. Jedoch der schwächste Teil der Reihe.“

## Preise
- Großer Preis der Jury beim Filmfestival von Cannes 1983
- Nominiert für die Goldene Palme beim Filmfestival von Cannes (1983) in der Kategorie „Beste Regie“
- Nominiert für den BAFTA Award (1984) in der Kategorie „Bester Song“ für Every Sperm Is Sacred